# Planeta małp (franczyza)

Logo serii

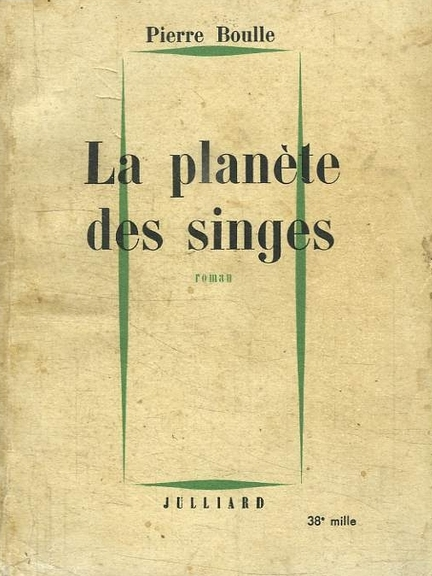
Okładka pierwszego wydania powieści Pierre'a Boulle'a

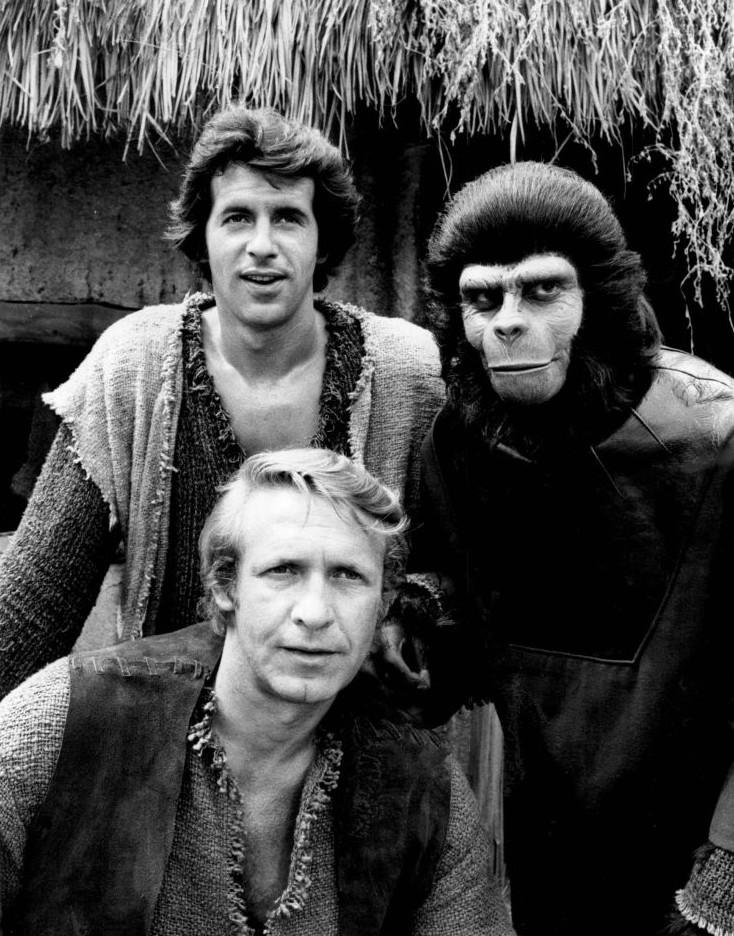
Obsada serialu z 1974 r.

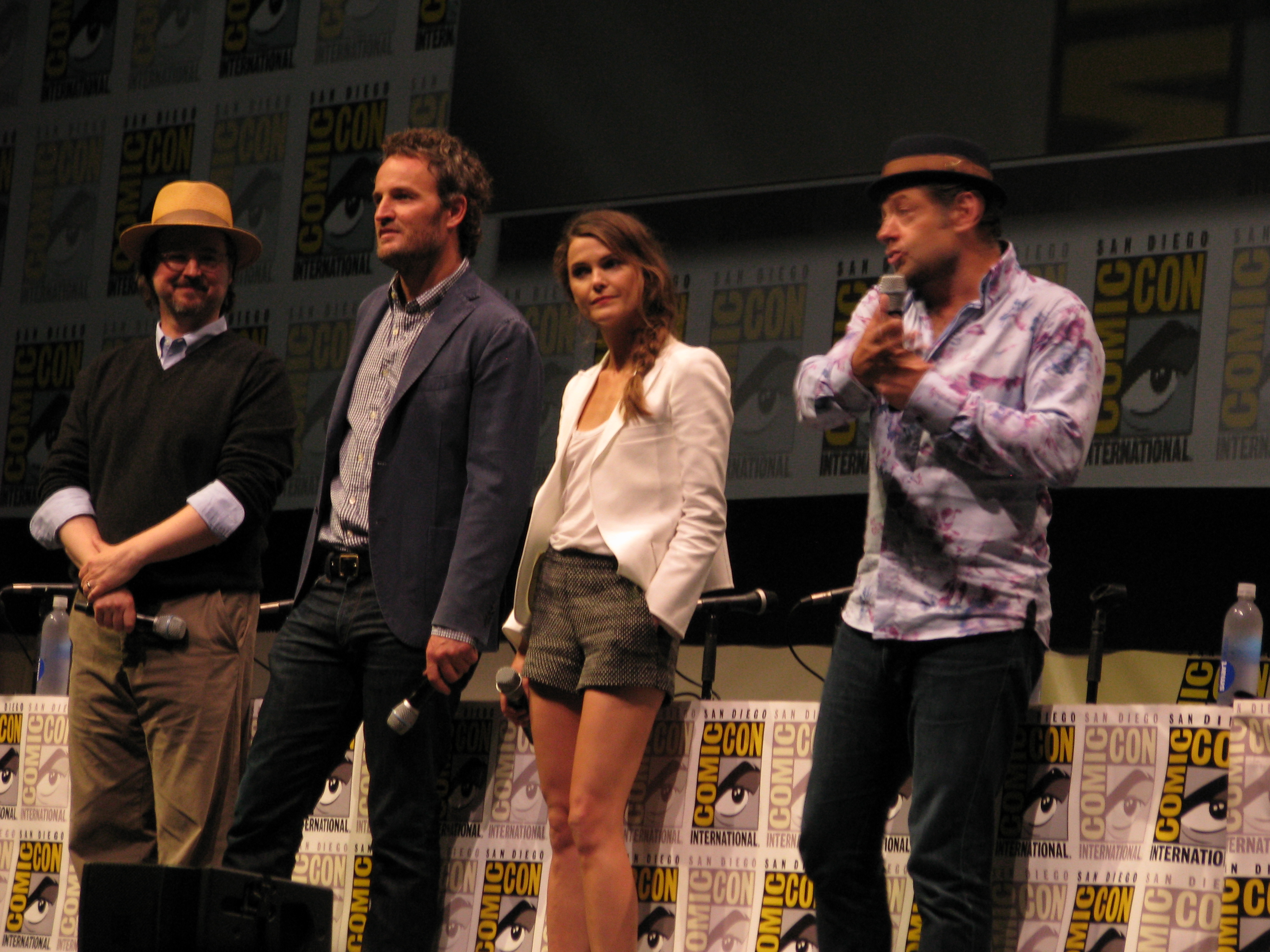
Reżyser i obsada filmu z 2011 r.

Planeta małp (ang. Planet of the Apes) – amerykańska franczyza zapoczątkowana fantastycznonaukową powieścią o tym tytule  z 1963 autorstwa francuskiego pisarza Pierre'a Boulle'a.
Popularność powieści przyniosła ekranizacja z 1968 w reżyserii Franklina J. Schaffnera z Charltonem Hestonem w roli głównej. Po sukcesie filmu nakręcono 4 kolejne części oraz serial telewizyjny. Ponad 30 lat po pierwszym filmie książkę ponownie zekranizował Tim Burton. W latach 2011–2017 wytwórnia 20th Century Studios nakręciła reboot serii, zapoczątkowany przez Genezę planety małp (2011) w reżyserii Ruperta Wyatta z Jamesem Franco i Andy Serkisem w rolach głównych. Od 2024 roku wytwórnia planuje wydanie kolejnej trylogii.
Szacuje się, że filmy z serii przyniosły dochód w wysokości ponad 2 mld dolarów przy poniesionych nakładach rzędu niecałych 530 mln dolarów.

## Fabuła
Amerykańscy astronauci lądują na planecie, która na pierwszy rzut oka wygląda jak Ziemia. Okazuje się jednak, że trafili do prymitywnego świata, w którym rządzą inteligentne małpy, a zdziczali ludzie są traktowani jak zwierzęta.

## Książki
- Pierre Boulle Planeta małp (La Planète des singes 1963, 1. wyd. pol. Wydawnictwo Iskry w serii Fantastyka-Przygoda 1980 r., tł. Krystyna Pruska, Krzysztof Pruski)

Niewydane w Polsce
- Michael Avallone Beneath the Planet of the Apes (nowelizacja 1970)
- Jerry Pournelle Escape from the Planet of the Apes (nowelizacja 1974)
- John Jakes Conquest of the Planet of the Apes (nowelizacja 1972)
- David Gerrold Battle for the Planet of the Apes (nowelizacja 1973)
- William T. Quick Planet of the Apes (nowelizacja 2001), Planet of the Apes: The Fall (nowelizacja 2002), Planet of the Apes: Colony (nowelizacja 2003).

## Filmy
- Planeta Małp (Planet of the Apes reż. Franklin J. Schaffner, 1968)

Kontynuacje:
- W podziemiach Planety Małp (Beneath the Planet of the Apes reż. Ted Post, 1970)
- Ucieczka z Planety Małp (Escape from the Planet of the Apes reż. Don Taylor, 1971)
- Podbój Planety Małp (Conquest of the Planet of the Apes reż. J. Lee Thompson, 1972)
- Bitwa o Planetę Małp (Battle for the Planet of the Apes reż. J. Lee Thompson, 1973)

Serial telewizyjny:
- Planeta Małp (Planet of the Apes, 14-odcinkowy serial telewizyjny 1974); odcinki serialu zostały w 1980 przerobione na 5 filmów telewizyjnych:
  - Powrót na Planetę Małp (Back to the Planet of the Apes)
  - Wymarłe miasto Planety Małp (Forgotten City of the Planet of the Apes)
  - Upadek obyczajów na Planecie Małp (Treachery and Greed on the Planet of the Apes)
  - Życie, wolność i pościg na Planecie Małp (Life, Liberty and Pursuit on the Planet of the Apes) – nie emitowany w Polsce
  - Pożegnanie z Planetą Małp (Farewell to the Planet of the Apes)

Remake:
- Planeta Małp (Planet of the Apes reż. Tim Burton, 2001)

Reboot serii:
- Geneza planety małp (Rise of the Planet of the Apes reż. Rupert Wyatt, 2011)
- Ewolucja planety małp (Dawn of the Planet of the Apes reż. Matt Reeves, 2014)
- Wojna o planetę małp (War for the Planet of the Apes reż. Matt Reeves, 2017)
- Królestwo Planety Małp (Kingdom of the Planet of the Apes reż. Wes Ball, 2024)

### Serial animowany
- Powrót na Planetę Małp (Return to the Planet of the Apes, 1975-1976) – 13-odcinkowy serial animowany (nigdy nie emitowany w Polsce)

## Pozostałe media

### Komiksy
Komiksy japońskie (manga)
- Saru no Wakusei (rys. Jôji Enami, w „Bessatsu Bôken'Ô”, 1968)
- Saru no Wakusei (rys. Minoru Kuroda, w „Tengoku Zôkan”, 1971)
- Saigo no Saru no Wakusei (rys. Mitsuru Sugayi, w „Weekly Shōnen Champion”, 1973)

Gold Key Comics
- Beneath the Planet of the Apes (Gold Key Comics, 1970)

Komiksy Marvela
- Planet of the Apes (teksty Doug Moench i Gerry Conway, rys. Mike Esposito, Mike Ploog, George Tuska i in., Marvel Curtis Magazines, 1974-1977)
- Adventures on the Planet of the Apes (rys. Doug Moench, 1975)

Power Records
- Planet of the Apes (wszystkie części rys. Ernie Chan, Frank Redondo, Nestor Redondo, 1974)
- Beneath the Planet of the Apes
- Escape from the Planet of the Apes
- Battle for the Planet of the Apes

Chad Valley
- Chad Valley Picture Show: Planet of the Apes Sliderama Projector (32 krótkie komiksy, 1975)

Brown Watson Books
- 3 roczniki komiksowe w twardej oprawie (1975–1977)

Mo.Pa.Sa. (Argentyna)
- 7 hiszpańskojęzycznych komiksów (teksty Jorge Claudio Morhain i Ricardo Barreiro, rys. Sergio Mulko i T. Toledo, lata 70.)

Komiks węgierski
- A Majmok bolygója (rys. Ernő Zórád, 1981)

Adventure Comics
- 24 zeszyty miesięczne, zeszyt pojedynczy Sins of the Father, rocznik Planet of the Apes oraz 5 mini-serii: Urchak's Folly, Forbidden Zone, Ape City, Blood of the Apes i crossover Ape Nation.

Pilipino FUNNY Komiks
- Planet op di Eyps (parodia, lata 90.)

Dark Horse Comics
- adaptacja filmowa, miniseria, krótka seria, minikomiks Toys R'Us i trzyczęściowa seria (adaptacja filmu Tima Burtona, rys. Ian Edginton, 2001-2002)

Mr. Comics
- Revolution on the Planet of the Apes (6 części, tekst Joe O'Brien, Ty Templeton, Sam Agro i in., rys. Gabriel Morrissette i in.).

Boom! Studios
- Planet of the Apes Boom! Studios to najdłużej ukazująca się adaptacja serii, w różnych wariantach, m.in.: 
  - 16 numerów (tekst Daryl Gregory, rys. Carlos Magno, red. Ian Brill, okładki Karl Richardson i Chad Hardin, 2011-2012)
  - Betrayal of the Planet of the Apes (miniseria, 2011)
  - Exile on the Planet of the Apes (miniseria, 2012)
  - Planet of the Apes: Cataclysm (tekst Corinna Sara Bechko i Gabriel Hardman)
- Star Trek/Planet of the Apes: The Primate Directive (razem z IDW Publishing, crossover ze Star Trek: The Original Series, od 2014)
- Tarzan on the Planet of the Apes (crossover z Tarzanem, 2016)
- Planet of the Apes/Green Lantern (razem z DC Comics, 6-zeszytowy crossover z Zieloną Latarnią, 2017).
- Planet of the Apes: Visionaries (scenariusz Rod Serling do oryginalnego filmu z 1968 roku, 2018)
- Dawn of the Planet of the Apes: Contagion (2014)
- Dawn of the Planet of the Apes (miniseria, 2014)

### Gry
- Planet of the Apes (na Atari 2600, w 1983 opracowana ale niewydana; odnaleziona w 2002 i wydana przez niezależnych projektantów Retrodesign jako Revenge of the Apes, 2003)
- Planet of the Apes (Fox Interactive, na komputery i PlayStation, 2001)
- Planet of the Apes (Ubisoft, na Game Boy Advance i Game Boy Color, gra typu side-scroller, 2001)
- Plague Inc. (Fox wraz z Ndemic Creations, 2014)
- Planet of the Apes: Last Frontier (The Imaginarium, na PlayStation 4, 2017)
- Crisis on the Planet of the Apes VR (FoxNext VR Studio wraz z Imaginati Studios, strzelanka pierwszoosobowa VR na PC i PlayStation 4, 2018)

## Nagrody
- Planeta małp (1968) zdobyła 6 nagród[3], w tym:
  - Oscar (1968): John Chambers – makijaż („outstanding make-up achievement in the movie”),
  - Genesis Award (1996), National Board of Review (1969), National Film Preservation Board (2001), Jules Verne Award (2008), Online Film & Television Association (2020),
  - ponadto 2 nominacje do Oscarów: Morton Haack za najlepsze kostiumy i Jerry Goldsmith za najlepszą muzykę (1969).
- Planeta Małp (2001) zdobyła 11 nagród i antynagród[4], w tym: 
  - Hollywood Makeup Artist and Hair Stylist Guild Award (2002), a także 3 Złote Maliny (2002) dla najgorszych aktorów (Charlton Heston i Estella Warren) oraz za najgorszy remake.
- Geneza planety małp zdobyła 21 nagród[5], w tym:
  - 3 nagrody Saturn (2012): najlepszy film science fiction, Andy Serkis – najlepszy aktor drugoplanowy oraz najlepsze efekty specjalne,
  - Annie Award (2012), Critics Choice Award (2012), Genesis Award (2012),
  - ponadto nominację do Oscara: Joe Letteri, Dan Lemmon, R. Christopher White, Daniel Barrett za najlepsze efekty wizualne
- Ewolucja planety małp zdobyła 17 nagród[6], w tym:
  - Annie Award (2015), Critics Choice Award (2015), Satellite Award (2015),
  - ponadto nominację do Oscara: Joe Letteri, Dan Lemmon, Daniel Barrett, Erik Winquist za najlepsze efekty wizualne
- Wojna o planetę małp zdobyła 28 nagród[7], w tym:
  - Annie Award (2018), Critics Choice Award (2018), Satellite Award (2018), Hollywood Film Award (2018), San Diego Film Critics Society Award (2018),
  - ponadto nominację do Oscara: Joe Letteri, Dan Lemmon, Daniel Barrett, Joel Whist za najlepsze efekty wizualne

## Odbiór
W 2001 film Planeta małp z 1968 został wpisany do Narodowego Rejestru Filmowego w Bibliotece Kongresu.
Wg American Film Institute (AFI) Planeta małp z 1968 zajęła 59. miejsce na liście 100 najbardziej trzymających w napięciu amerykańskich filmów AFI’s 100 Years…100 Thrills.